# Gahanna
Gahanna és una població dels Estats Units a l'estat d'Ohio. Segons el cens del 2000 tenia 32.636 habitants.

## Demografia
Segons el cens del 2000, Gahanna tenia 32.632 habitants, 11.990 habitatges, i 8.932 famílies. La densitat de població era de 1.016,2 habitants/km².
Dels 11.990 habitatges en un 40,4% hi vivien nens de menys de 18 anys, en un 62,4% hi vivien parelles casades, en un 9,2% dones solteres, i en un 25,5% no eren unitats familiars. En el 20,9% dels habitatges hi vivien persones soles el 6,6% de les quals corresponia a persones de 65 anys o més que vivien soles. El nombre mitjà de persones vivint en cada habitatge era de 2,7 i el nombre mitjà de persones que vivien en cada família era de 3,17.
Per edats la població es repartia de la següent manera: un 28,9% tenia menys de 18 anys, un 6,5% entre 18 i 24, un 31,7% entre 25 i 44, un 24,3% de 45 a 60 i un 8,7% 65 anys o més.
L'edat mediana era de 36 anys. Per cada 100 dones de 18 o més anys hi havia 90,4 homes.
La renda mediana per habitatge era de 66.031 $ i la renda mediana per família de 74.260 $. Els homes tenien una renda mediana de 51.391 $ mentre que les dones 35.922 $. La renda per capita de la població era de 29.040 $. Aproximadament el 2,2% de les famílies i el 3,7% de la població estaven per davall del llindar de pobresa.

## Poblacions més properes
El següent diagrama mostra les poblacions més properes.